# Nymphaea nouchali
Nymphaea nouchali, normalmente conhecida pela sua sinonímia Nymphaea stellata, ou pelo nome comum de lótus-azul, lótus-estrela, lírio-vermelho-e-azul ou lírio-estrela-azul  é um  lírio aquático do gênero Nymphaea. É nativa do sul e leste da Ásia, e é a flor nacional do Sri Lanka e Bangladesh. Esta espécie é por vezes considerada como incluindo o lótus egípcio Nymphaea caerulea. No passado, ocorreu confusão taxonômica, com o nome Nymphaea nouchali incorretamente aplicado a Nymphaea pubescens .

## Distribuição e habitat

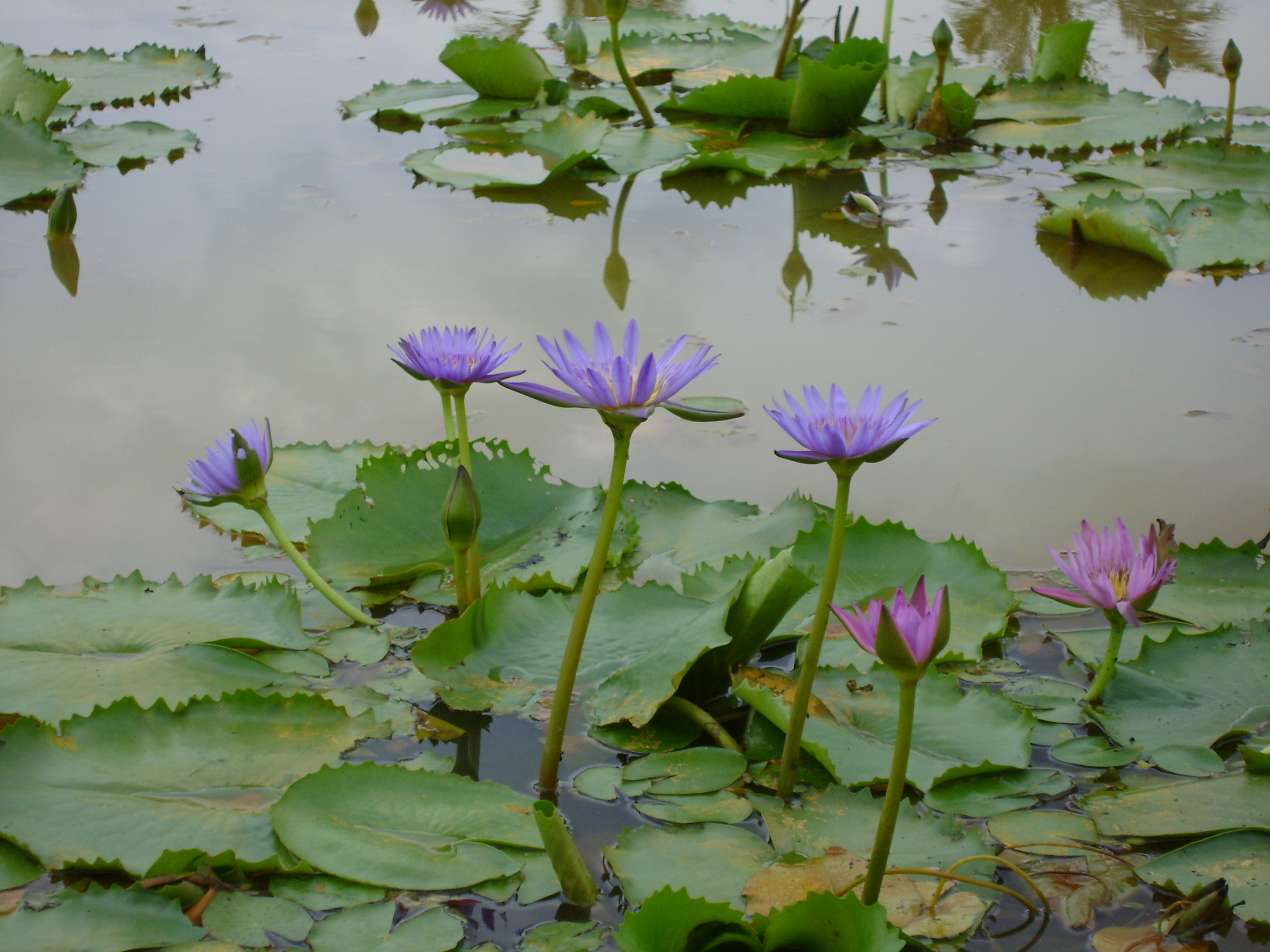
A flor azul de Nymphaea nouchali

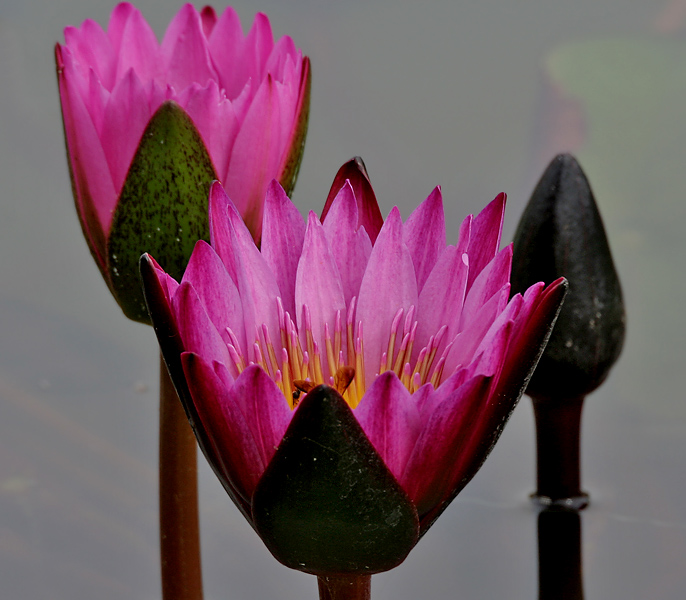
N. nouchali de cor fúcsia em Hyderabad

Esta planta aquática é nativa de uma ampla região do Afeganistão, do subcontinente indiano, Taiwan, sudeste da Ásia e Austrália. Foi há muito tempo valorizado como uma flor de jardim na Tailândia e em Myanmar para decorar lagoas e jardins. Em seu estado natural, N. nouchali é encontrada em habitats aquáticos estáticos ou de fluxo lento de baixa a moderada profundidade.

## Descrição

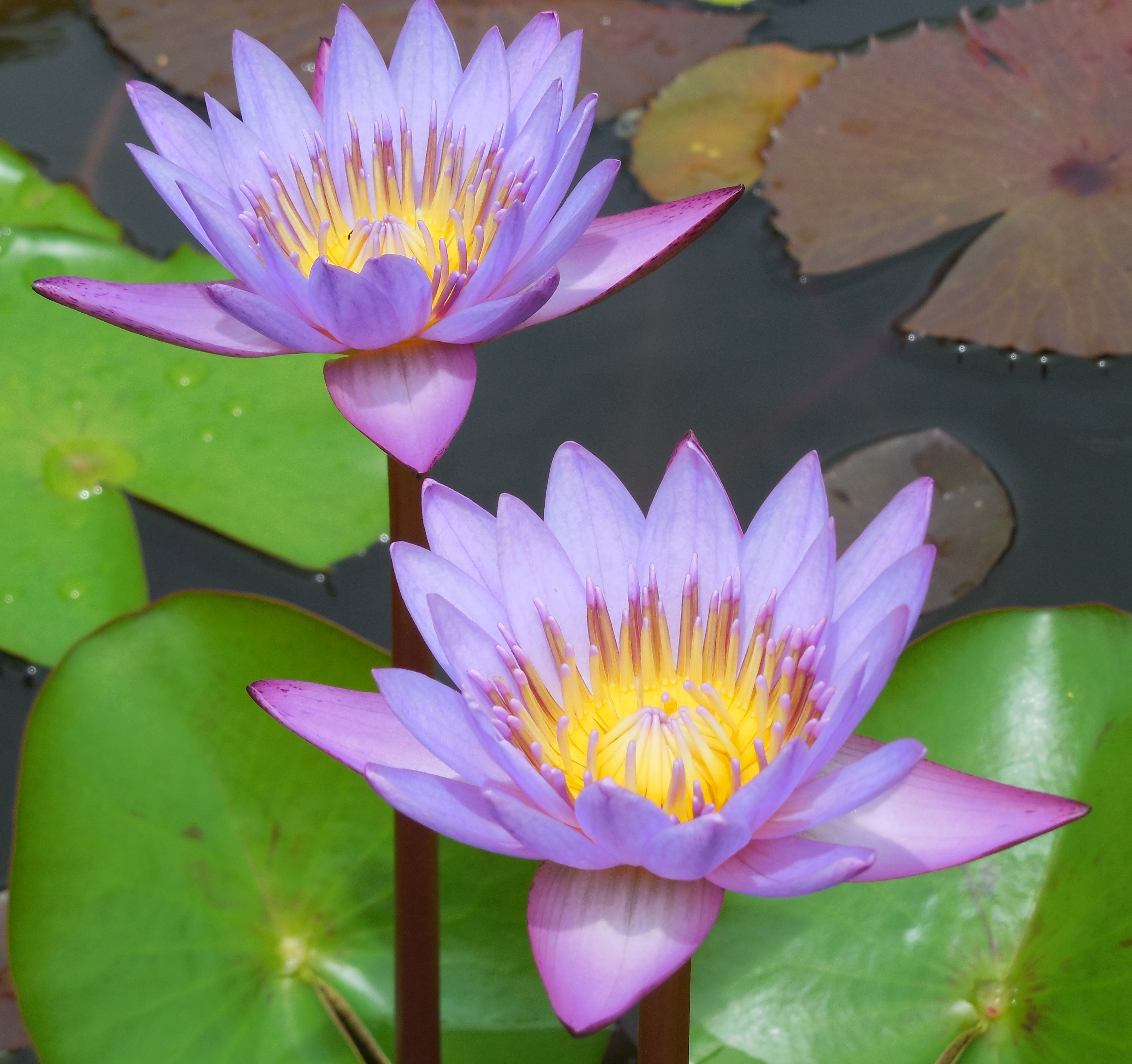
Lótus-azul em Thiruvananthapuram

N. nouchali é uma planta não-vivípara com raízes e caules submersos. Parte das folhas está submersa, enquanto outras se elevam ligeiramente acima da superfície. As folhas são redondas e verdes no topo; eles geralmente têm um lado inferior mais escuro. As folhas flutuantes têm bordas ondulantes que lhes dão uma aparência crenelada. Seu tamanho é de cerca de 20-23 cm e sua propagação é de 0,9 a 1,8 m.
Este lírio de água tem uma flor bonita que geralmente é de cor azul violeta com bordas avermelhadas. Algumas variedades têm flores brancas, roxas, cor de malva ou fúcsia, daí seu nome lírio vermelho e azul. A flor tem quatro ou cinco sépalas e 13-15 pétalas que têm uma aparência angular, fazendo a flor parecer em forma de estrela de cima. O cálice em forma de taça tem um diâmetro de 11–14 cm.

## Simbolismo
Foi também a flor nacional do ex-estado de Hyderabad. N. nouchali é a flor nacional do Bangladesh. Uma N. nouchali de flor azul pálida é a flor nacional do Sri Lanka, onde é conhecida como "nil mānel" ou "nil mahanel" (නිල් මානෙල්).
No Sri Lanka, esta planta geralmente cresce em lagoas de búfalos e zonas úmidas naturais. Sua bela flor aquática foi mencionada em obras literárias em sânscrito, páli e cingalês desde os tempos antigos sob os nomes "kuvalaya", "indhīwara", "niluppala", "nilothpala" e "nilupul" como um símbolo de virtude, disciplina e pureza. A tradição budista no Sri Lanka afirma que esta flor foi um dos 108 sinais auspiciosos encontrados na pegada do príncipe Siddhartha. Dizem que quando Buda morreu, as flores de lótus floresceram em todos os lugares que ele andou durante a sua vida.
A estilista Claire W. Keller incluiu a planta para representar o Sri Lanka no véu de casamento de Meghan Markle, que incluía a flora característica de cada país da Commonwealth.
N. nouchali pode ter sido uma das plantas comidas pelos Lotophagi da Odisséia de Homero.

## Uso
N. nouchali é usada como planta ornamental por causa de suas flores espetaculares, e é mais comumente usada para os festivais tradicionais e culturais no Sri Lanka. Também é popular como uma planta de aquário sob o nome de "lírio-anão" ou "lírio-vermelho-anão".
É considerada uma planta medicinal na medicina ayurvédica indiana sob o nome "ambal"; foi usado principalmente para tratar a indigestão.
Como todos os lírios aquáticos, nenúfares ou lótus, seus tubérculos e rizomas podem ser usados como alimentos; eles são comidos geralmente cozidos ou assados. No caso da N. nouchali, suas folhas tenras e pedúnculos de flores também são valorizados como alimento.
A planta seca é coletada de tanques e pântanos durante a estação seca e usada na Índia como forragem animal.